# Embreea herrenhusana
Embreea herrenhusana är en orkidéart som först beskrevs av Rudolph Jenny, och fick sitt nu gällande namn av Rudolph Jenny. Embreea herrenhusana ingår i släktet Embreea och familjen orkidéer. Inga underarter finns listade i Catalogue of Life.